# Sümeyye Ersoy
Sümeyye Ersoy is een Nederlandse journaliste die werkt voor NOS Stories.  Na een stageperiode werd Ersoy in 2020 fulltime redacteur bij NOS Stories.

## Opleiding
Aan het Drenthe College studeerde ze marketing en communicatie. Tijdens haar studie was ze voorzitter van de studentenraad. Van 2017 tot 2021 studeerde ze Journalistiek aan de hogeschool Windesheim. In haar studietijd werkte ze als marketing- en salesmanager voor meerdere bedrijven.

## Erkenning
Ersoy kreeg de journalistieke prijs De Loep in 2023 voor het onderzoek dat zij deed samen met Bas Belleman, Salwa van der Gaag, Belia Heilbron, Anouk Kootstra en Merijn van Nuland. Het onderzoeksteam kreeg de onderscheiding voor hun onderzoek naar het in kaart brengen van het in 2012 ingevoerde fraudeopsporingssysteem van de Dienst Uitvoering Onderwijs (DUO) in de strijd tegen fraude met de basisbeurs voor uitwonenden. Er bleken opvallend vaak studenten met een niet-westerse migratieachtergrond benaderd te worden. De risico-indicatoren waarmee het algoritme werd gevoed bleken door DUO zelf te zijn bedacht en niet wetenschappelijk onderbouwd. Ook bleken de controleurs die vast moesten stellen of een student met een uitwonendenbeurs op het opgegeven adres woonde, vaak niet objectief te zijn geweest. Het juryrapport noemde de verhalen 'ontluisterend en boosmakend' maar roemde de 'zorgvuldige onderzoeksmethode en de goed onderbouwde, spijkerharde conclusie'. Het onderzoek was een samenwerking tussen Investico, Trouw, De Groene Amsterdammer, het Hoger Onderwijs Persbureau en NOS op 3.